# Красноїльська селищна рада
Красної́льська се́лищна ра́да — адміністративно-територіальна одиниця та орган місцевого самоврядування у Сторожинецькому районі Чернівецької області. Адміністративний центр — селище міського типу Красноїльськ.

## Загальні відомості
- Населення ради: 9 122 особи (станом на 2001 рік)

## Населені пункти
Селищній раді підпорядковані населені пункти:
- смт Красноїльськ

## Склад ради
Рада складається з 32 депутатів та голови.
- Голова ради: Мітрік Овідіу Дмитрович
- Секретар ради: Урсакі Микола Георгійович

### Керівний склад попередніх скликань
| Прізвище, ім'я, по батькові | Основні відомості                                                | Дата обрання | Дата звільнення |
| --------------------------- | ---------------------------------------------------------------- | ------------ | --------------- |
| Мітрік Овідіу Дмитрович     | Селищний голова, 1975 року народження, освіта вища, безпартійний | 26.03.2006   | 31.10.2010      |
| Мітрік Овідіу Дмитрович     | Селищний голова, 1975 року народження, освіта вища, безпартійний | 31.10.2010   |                 |

Примітка: таблиця складена за даними сайту Верховної Ради України

### Депутати
За результатами місцевих виборів 2010 року депутатами ради стали:

#### За суб'єктами висування
| Суб'єкт висування | Кількість обраних депутатів | %   |
| ----------------- | --------------------------- | --- |
| Самовисування     | 32                          | 100 |

#### За округами
| № округу | Прізвище, ім'я, по батькові | Дата визнання обраним | Освіта  | Партійна приналежність                        | Відомості про обраного депутата              |
| -------- | --------------------------- | --------------------- | ------- | --------------------------------------------- | -------------------------------------------- |
| 1        | Кожокар Петро Радович       | 05.11.2010            | вища    | позапартійний                                 | Красноїльська загальноосвітня школа, вчитель |
| 2        | Мотреску Ілля Костянтинович | 05.11.2010            | середня | позапартійний                                 | тимчасово не працює                          |
| 3        | Левицький Мірча Дмитрович   | 05.11.2010            | вища    | позапартійний                                 | пенсіонер                                    |
| 4        | Тутунару Федір Іванович     | 05.11.2010            | середня | позапартійний                                 | приватний підприємець                        |
| 5        | Амброс Ілля Васильович      | 05.11.2010            | середня | позапартійний                                 | тимчасово не працює                          |
| 6        | Бурачук Іван Михайлович     | 05.11.2010            | вища    | член Партії регіонів                          | Красноїльський ДОК, головний інженер         |
| 7        | Мітрік Георгій Васильович   | 05.11.2010            | середня | позапартійний                                 | тимчасово не працює                          |
| 8        | Перчик Георгій Іванович     | 05.11.2010            | вища    | член Політичної партії «Сильна Україна»       | пенсіонер                                    |
| 9        | Мітрік Софрон Георгійович   | 05.11.2010            | середня | член Партії регіонів                          | тимчасово не працює                          |
| 10       | Дуган Міхаела Георгіївна    | 05.11.2010            | вища    | член Партії регіонів                          | Красноїльська гімназія, заст.директора       |
| 11       | Герман Георгій Троянович    | 05.11.2010            | середня | позапартійний                                 | Укртелеком, електрик                         |
| 12       | Мітрік Степан Олексійович   | 05.11.2010            | вища    | член Партії регіонів                          | Сторожинецький лісгосп, помічник лісничого   |
| 13       | Мітрік Віталій Ілліч        | 05.11.2010            | середня | член Партії регіонів                          | тимчасово не працює                          |
| 14       | Пламада Іван Ілліч          | 05.11.2010            | середня | член Всеукраїнського об'єднання «Батьківщина» | тимчасово не працює                          |
| 15       | Іліуц Василь Касіянович     | 05.11.2010            | вища    | член Партії регіонів                          | Красноїльський ДОК, робітник                 |
| 16       | Істратій Георгій Захарович  | 05.11.2010            | середня | позапартійний                                 | Сторожинецький лісгосп, робітник             |
| 17       | Гатеж Дмитро Вікторович     | 05.11.2010            | середня | член Партії регіонів                          | Сторожинецький лісгосп, майстер-єгер лісу    |
| 18       | Перчик Дмитро Лазарович     | 05.11.2010            | середня | позапартійний                                 | тимчасово не працює                          |
| 19       | Мітрік Олексій Степанович   | 05.11.2010            | середня | позапартійний                                 | тимчасово не працює                          |
| 20       | Герман Георгій Васильович   | 05.11.2010            | середня | позапартійний                                 | Красноїльська селищна рада, касир-рахівник   |
| 21       | Урсакі Микола Георгійович   | 05.11.2010            | середня | позапартійний                                 | Красноїльська селищна рада, заступник голови |
| 22       | Ісопел Степан Дмитрович     | 05.11.2010            | вища    | позапартійний                                 | приватний підприємець                        |
| 23       | Пламада Тодор Павлович      | 05.11.2010            | середня | позапартійний                                 | Красноїльський ДОК, робітник                 |
| 24       | Істратій Марія Никанорівна  | 05.11.2010            | середня | член Партії регіонів                          | Красноїльська СДЛ, фельдшер                  |
| 25       | Думітрашой Василь Дмитрович | 05.11.2010            | вища    | член Партії регіонів                          | Красноїльський ДОК, начальник цеху           |
| 26       | Романюк Микола Ілліч        | 05.11.2010            | середня | позапартійний                                 | приватний підприємець                        |
| 27       | Драгун Степан Дмитрович     | 05.11.2010            | середня | позапартійний                                 | Сторожинецький лісгосп, майстер лісу         |
| 28       | Білоус Валерій Васильович   | 05.11.2010            | вища    | позапартійний                                 | Красноїльська загальноосвітня школа, вчитель |
| 29       | Іліуц Георгій Васильович    | 05.11.2010            | середня | позапартійний                                 | Сторожинецький лісгосп, майстер лісу         |
| 30       | Дарічук Петро Захарович     | 05.11.2010            | середня | позапартійний                                 | тимчасово не працює                          |
| 31       | Мітрік Дмитро Георгійович   | 05.11.2010            | середня | позапартійний                                 | Сторожинецький лісгосп, майстер лісу         |
| 32       | Петров Іван Васильович      | 05.11.2010            | середня | позапартійний                                 | приватний підприємець                        |